# Station Corbridge
Corbridge is een spoorwegstation van National Rail in Corbridge, Tynedale in Engeland. Het station is eigendom van Network Rail en wordt beheerd door Northern Rail. 